# Эффективная теория поля
Эффективная теория поля — подход в теоретической физике, основанный на идее приближённого описания физических явлений,
вплоть до заранее выбранного минимального масштаба расстояний или максимального масштаба энергий, при помощи математического аппарата квантовой теории поля или статистической механики. Применяется в физике элементарных частиц, статистической механике, физике конденсированного состояния, общей теории относительности и гидродинамике.

## Ренормализационная группа
Основная идея эффективной теории поля тесно связана с идеей ренормализационной группы. Если в исходной теории поля существует единый масштаб массы M, то эффективную теорию поля можно получить, добавляя в лагранжиан исходной теории поля члены, пропорциональные некоторой возрастающей степени 1/M. При этом для каждого разложения вплоть до некоторой степени 1/M потребуется новый набор свободных параметров. Поскольку эффективные теории поля не описывают детали физических процессов в масштабах малых расстояний, они не обязательно должны быть перенормируемы. Действительно, постоянно растущее число параметров, требуемых для членов с возрастающими степенями 1/ M, требуемых для лагранжиана эффективной теории поля, означает, что эффективные теории поля, как правило, не перенормируемы в том же смысле, что и квантовая электродинамика, которая требует только перенормировки двух параметров.

## Примеры эффективных теорий поля

### Теория бета-распада Ферми
Наиболее известным примером эффективной теории поля является теория бета-распада Ферми. Эта теория была разработана в ходе раннего изучения слабых распадов атомных ядер когда были известны только адроны и лептоны, подвергающиеся слабому распаду. Типичными исследованными превращениями элементарных частиц были:
{\displaystyle {\begin{aligned}n&\to p+e^{-}+{\overline {\nu }}_{e}\\\mu ^{-}&\to e^{-}+{\overline {\nu }}_{e}+\nu _{\mu }.\end{aligned}}}
Эта теория постулировала точечное взаимодействие между четырьмя фермионами, участвующими в этих реакциях. Теория имела большой феноменологический успех, и в конечном итоге, она была углублена и обобщена
калибровочной теорией электрослабого взаимодействия, которая составляет часть стандартной модели физики элементарных частиц. В этой более фундаментальной теории переносчиком взаимодействия является калибровочный бозон W±, изменяющий аромат. Огромный успех теории Ферми объясняется тем, что W-бозон имеет массу около 80 ГэВ, тогда как все ранние эксперименты проводились в масштабе энергий менее 10 МэВ. Подобного разделения масштабов энергий более чем на 3 порядка ещё не встречалось ни в одной другой ситуации.

### Теория сверхпроводимости БКШ
Другим известным примером является теория сверхпроводимости БКШ. Здесь исходной теорией является теория электронов в металле, взаимодействующих с решёточными колебаниями, называемыми фононами. Фононы
вызывают притяжение между некоторыми электронами, заставляя их образовывать куперовские пары. Масштаб расстояний между электронами этих пар много больше длины волны фононов, что позволяет пренебречь динамикой фононов и построить теорию, в которой два электрона эффективно взаимодействуют в точке. Эта теория добилась замечательных успехов в описании и предсказании результатов экспериментов по сверхпроводимости.

### Эффективные теории поля в гравитации
Считается, что общая теория относительности является низкоэнергетической эффективной теорией поля полной теории квантовой гравитации, такой как теория струн или Петлевая квантовая гравитация. Масштаб перехода от эффективной к полной теории — планковская масса. Теории эффективного поля также использовались для приближённого решения задач общей теории относительности, в частности, при расчёте характеристик гравитационных волн,
порождённых вращающимися объектами конечного размера. Наиболее общей эффективной теорией поля типа общей теории относительности является «Нерелятивистская общая теория относительности» (NRGR).
 которая подобна постньютоновскому формализму. Другой распространённой эффективной теорией поля типа общей теории относительности является экстремальное отношение масс по спирали

### Другие примеры
В настоящее время эффективные теории поля разработаны для многих предметных областей физики.
- Одной из основных ветвей ядерной физики является квантовая адродинамика[англ.], где взаимодействия адронов рассматриваются как теория поля, которая должна быть выведена из лежащей в основе теории квантовой хромодинамики . Квантовая адродинамика является теорией ядерного взаимодействия, аналогично квантовой хромодинамике, являющейся теорией сильного взаимодействия, и квантовой электродинамикой, являющейся теорией электромагнитного взаимодействия. Из-за меньшего разделения масштабов длин эта эффективная теория обладает некоторой классификационной силой, но не впечатляющим успехом теории Ферми.
- В физике элементарных частиц эффективная теория поля квантовой хромодинамики, называемая киральной теорией возмущений[англ.], добилась большего успеха.[10] Эта теория имеет дело с взаимодействиями адронов с пионами или каонами, которые являются голдстоуновскими бозонами со спонтанным нарушением киральной симметрии. Параметром перехода к эффективной теории поля является энергия/импульс пиона.
- Для адронов, содержащих один тяжёлый кварк (например, нижний или очарованный), является полезной эффективная теория поля, переход к которой осуществляется добавлением в лагранжиан исходной теории членов, содержащих степени массы кварка, названная эффективной теорией тяжёлых кварков[англ.]
- Для адронов, содержащих два тяжёлых кварка, является полезной особенно при использовании в сочетании с квантовой хромодинамики на решётке эффективная теория поля, переход к которой производится по степеням относительной скорости[англ.]* тяжёлых кварков, называемая нерелятивистской КХД.
- Гидродинамику также можно рассматривать с помощью теории эффективного поля[11]